# Восстание Требигильда
Восстание Трибигильда — восстание готов в Восточной Римской империи в 399—400 гг. на территории Малой Азии, вызвавшее крупный политический кризис во время правления императора Аркадия (395—408).

## Предыстория
В 386 году готы бежали с Дуная от гуннов и оказались в Римской империи под предводительством Одофея. После сражения с римлянами и его гибелью готы были покорены и переведены в регион Фригия Малой Азии. Кто-то из ни стал служить в армии империи, другие — стали крестьянами; также в регионе было много рабов из их племени. Римляне широко использовали готов на военной службе. Как федераты, они получили тот же статус, что и готы, которые остались в Мезии под предводительством Алариха. В Наколее Трибигильд в звании комита или трибуна возглавлял отряд конных готов, который был размещен для охраны военных дорог, шедших через регион.

## Восстание
По мнению современных историков, в Малой Азии повторилась та же ситуация, которая случилась с готами, участвовавшими в 394 году на стороне императора Феодосия в битве на реке Фригид: готские ополчения под командованием Евтропия, успешно отразившие набег гуннов и крымских готов в 397/8 годах, чувствовали, что их труд был недостаточно вознаграждён. Считается, что это вызвало восстание готов в Анатолии.
Восстание анатолийских готов вспыхнуло в 399 году, и Трибигильд вскоре стал лидером восстания. В первые дни своего восстания они добились большого успеха. Источники подчеркивают, что готы завоевывали города, это подтверждается рассказом Зосима: «Итак, случилось так, что Трибигильд, без сопротивления, захватил каждый город и убил всех жителей и солдат». Восстание распространилось по всей Малой Азии, поскольку к готам присоединялось все больше недовольных крестьян и рабов. В дальнейшем Фригия, Лидия, Памфилия и Писидия были разграблены, а императорская армия, посланная Евтропием и возглавляемая Львом, была разбита. После поражения Льва новая армия, размещенная во Фракии, получила приказ наступать во Фригию, чтобы подавить восстание. Но командующий этой армией Гайна использовал восстание для достижения своих собственных политических целей. Он посоветовал императору Аркадию вести переговоры с Трибигильдом. Когда готы Трибигильда достигли Халкидона на противоположной стороне от Константинополя, Гайне удалось убедить руководителю восставших присоединиться к его перевороту. При поддержке Трибигильда Гайна захватил власть. Вместе они вошли в Константинополь и изгнали Аврелиана, другого соперника, имевшего влияние на Аркадия. Имея столицу в своих руках, Гайна стал реальным верховным правителем страны.
Из-за недовольства его действиями и отчасти по инициативе патриарха Иоанна Златоуста 12 июля 400 года народ поднял восстание. Готский гарнизон бежал вместе с Гайной и Трибигильдом, но несколько тысяч готов, включая множество женщин и детей, были убиты.
Затем Аркадий приказал готскому военачальнику Фравитте повести армию против Гайны. В морском сражении в Мраморном море Гайна и Трибигильд были побеждены.  Побежденные готы высадились в Фессалониках, а затем потерпели ещё одно поражение во Фракии, в котором Трибигильд был убит, а Гайне удалось бежать через Дунай во владения гуннов, где он был схвачен и убит Улдином. Улдин послал голову Гайны Аркадию в качестве дипломатического подарка.

## Последствия
Готы в Малой Азии перестали играть значимую роль. Готы, оставшиеся с Алларихом в Паннонии, лишились возможности влиять на Восточную Римскую империю; вскоре они потеряли всякую надежду на новое соглашение с императором. Чтобы попытаться выйти из создавшегося тупика, осенью 401 года Аларих повел своих людей в Италию и начал войну против Западной Римской империи, которая продолжалась до 413 года.